# František Drdla
František Drdla, o també Franz Drdla (1868 - 1944), fou un violinista i compositor txec.
Estudià en el Conservatori de Praga i de Viena, en aquest últim amb Josef Hellmesberger. Va gaudir de gran renom, com a concertista de violí, instrument pel qual va compondre més de 200 obres d'estudi i concert.
És autor de diverses obres teatrals, entre elles les titulades:
- Das goldene Netz (Leipzig, 1916);
- Die Ladenkomtesse (Praga, 1917).

També va compondre nombrosos lieder.